# او (بلژیک)
شهر او (به فرانسوی: Hove) در شهرستان آنتوئر در استان آنتوئر در منطقه فلاندری در کشور بلژیک واقع شده‌است.